# Georges Gilles de la Tourette
Georges Albert Édouard Brutus Georges Albert Édouard Brutus Gilles de la Tourette (tiếng Pháp: [ʒɔʁʒ albɛʁ edwaʁ bʁytys ʒil də la tuʁɛt];; 30 tháng 10 năm 1857 - 26 tháng 5 năm 1904) là một bác sĩ người Pháp và là tên của hội chứng Tourette, một bệnh lý thần kinh. Ông có thể được phân loại hồi cứu như một nhà thần kinh học, nhưng lĩnh vực này không tồn tại trong thời đại của anh ta. Những đóng góp chính của ông trong y học là trong lĩnh vực thôi miên và cuồng loạn.

## Những năm đầu
Gilles de la Tourette được sinh ra là con lớn nhất trong bốn đứa trẻ vào ngày 30 tháng 10 năm 1857  tại thị trấn nhỏ Saint-Gervais-les-Trois-Clochers ở quận Châtellerault, gần thành phố Loudun.
Trong năm 1873, Gilles de la Tourette bắt đầu nghiên cứu y học tại Poitiers ở tuổi mười sáu. Năm 1881, ông chuyển đến Paris, nơi ông tiếp tục học tại Bệnh viện Laennec.